# Baharilana richmondi
Baharilana richmondi là một loài chân đều trong họ Cirolanidae. Loài này được Bruce & Svavarsson miêu tả khoa học năm 2003.